# Bój to jest nasz ostatni
Bój to jest nasz ostatni – zbiór poezji, pieśni i inscenizacji – tomik wierszy poetów polskich i radzieckich
wydany przez spółdzielnię wydawniczą Czytelnik w 1953. Wśród autorów: Władysław Broniewski, Julian Tuwim, Jarosław Iwaszkiewicz,
Stanisław Ryszard Dobrowolski, Jerzy Putrament, Leon Pasternak, Władimir Majakowski, Leopold Lewin, Adam Ważyk, Józef Baran.
Część utworów w zbiorze reprezentuje nurt socrealizmu w poezji polskiej. Znajdziemy pośród nich "List do Józefa Stalina" Jerzego Putramenta.
W zbiorze znajdziemy także utwory, które włączono bądź kontekstowo, bądź korzystając z lewicowych sympatii poetów.